# Trường Dương
Huyện tự trị dân tộc Thổ Gia Trường Dương (chữ Hán giản thể: 长阳土家族自治县, Hán Việt: Trường Dương Thổ Gia tộc Tự trị huyện) là một huyện tự trị thuộc địa cấp thị Nghi Xương, tỉnh Hồ Bắc, Cộng hòa Nhân dân Trung Hoa. Trường Dương có diện tích 3386,4 km², dân số năm 2004 là 410.000 người. Huyện Trường Dương được chia thành các đơn vị gồm trấn và hương sau:
- Trấn; Long Bàn Bình, Tân Dương Khẩu, Cao Gia Yển, Hạ Gia Bình, Lang Bình, Tư Khâu, Ngư Hiệp Khẩu, Đô, Loan, Ma Thị.
- Hương:Lạc Viên, Ma Trì, Hoàng Bách Sơn, Hỏa Thiêu Bình, Chi Chá Bình, Áp Tử Khẩu và Đại Yển.